# NGC 1098
NGC 1098 is een elliptisch sterrenstelsel in het sterrenbeeld Eridanus. Het hemelobject werd in 1886 ontdekt door de Amerikaanse astronoom Francis Preserved Leavenworth.

## Synoniemen
- PGC 10403
- ESO 546-14
- MCG -3-8-8
- HCG 21C
- NPM1G -17.0106